# Richardus Petri
Richardus Petri (* 1597 in Dagebüll; † 2. Juni 1678 in Süderende; auch bekannt als Ricardus Petri) war von 1620 bis zu seinem Tode 1678 Hauptprediger im Kirchspiel St. Laurentii im Westerland der Insel Föhr. Er ist der erste namentlich bekannte Lehrer für Nautik auf den Nordfriesischen Inseln. Damit begann die Reihe von Navigationslehrern und Navigationsschulen auf der Insel Föhr und den Nachbarinseln. Er bot den Seeleuten kostenlosen Unterricht in Mathematik, Astronomie und Nautik an, wenn diese im Gegenzug bereit waren, später als Kommandeur oder Steuermann ihr Wissen ebenfalls frei an spätere Generationen weiterzugeben.

## Familie
Richardus Petri war der Sohn von Petrus Richardi (Rickwartsen), der 1587 auf Hooge, 1588 in Leck und dann ab 1589 Pastor auf Dagebüll war. Richardus Petri war verheiratet mit Elen geb. Frödden, einer Tochter von Fröd Olufs von Amrum. Das Ehepaar hatte drei Söhne: Petrus Richardi war von 1653 bis 1679 Pastor auf Oland, Christian Richardi war von 1650 oder 1654 bis zu seinem Tod 1658 Diakon an St. Laurentii in Süderende, Bartholomäus Richardi war von 1678 bis 1689 Pastor der Gemeinde St. Laurentii in Süderende.